# Liste der Lieder von Adele
Dies ist eine Liste der aufgenommenen und veröffentlichten Lieder der britische Pop-, Soul-, Jazz- und R&B-Sängerin sowie Songwriterin Adele. Aufgelistet sind alle Lieder der Alben 19 (2008), 21 (2011), 25 (2015) und 30 (2021).
Die Reihenfolge der Titel ist alphabetisch sortiert und gibt Auskunft über die Urheber.

## A
| Titel             | Autoren                                                            | Album | Jahr |
| ----------------- | ------------------------------------------------------------------ | ----- | ---- |
| All I Ask         | Adele Adkins, Bruno Mars, Philip Lawrence, Christopher Brody Brown | 25    | 2015 |
| All Night Parking | Erroll Garner, Adele Adkins                                        | 30    | 2021 |

## B
| Titel         | Autoren      | Album | Jahr |
| ------------- | ------------ | ----- | ---- |
| Best For Last | Adele Adkins | 19    | 2008 |

## C
| Titel              | Autoren                             | Album | Jahr |
| ------------------ | ----------------------------------- | ----- | ---- |
| Can I Get It       | Max Martin, Adele Adkins, Shellback | 30    | 2021 |
| Can't Let Go       | Linda Perry, Adele Adkins           | 25    | 2015 |
| Chasing Pavements  | Alecia Moore, Dallas Green          | 19    | 2008 |
| Cold Shoulder      | Adele Adkins                        | 19    | 2008 |
| Crazy For You      | Adele Adkins                        | 19    | 2008 |
| Cry Your Heart Out | Greg Kurstin, Adele Adkins          | 30    | 2021 |

## D
| Titel              | Autoren                  | Album | Jahr |
| ------------------ | ------------------------ | ----- | ---- |
| Daydreamer         | Adele Adkins             | 19    | 2008 |
| Don't You Remember | Dan Wilson, Adele Adkins | 21    | 2011 |

## E
| Titel      | Autoren                    | Album | Jahr |
| ---------- | -------------------------- | ----- | ---- |
| Easy on Me | Greg Kurstin, Adele Adkins | 30    | 2021 |

## F
| Titel      | Autoren      | Album | Jahr |
| ---------- | ------------ | ----- | ---- |
| First Love | Adele Adkins | 19    | 2008 |

## H
| Titel           | Autoren                         | Album                | Jahr |
| --------------- | ------------------------------- | -------------------- | ---- |
| He Won't Go     | Paul Epworth, Adele Adkins      | 21                   | 2011 |
| Hello           | Greg Kurstin, Adele Adkins      | 25                   | 2015 |
| Hiding My Heart | Timothy Hanseroth               | 21 (Limited Edition) | 2011 |
| Hold On         | Adele Adkins, Dean Josiah Cover | 30                   | 2021 |
| Hometown Glory  | Adele Adkins                    | 19                   | 2008 |

## I
| Titel                      | Autoren                                  | Album                       | Jahr |
| -------------------------- | ---------------------------------------- | --------------------------- | ---- |
| I Can't Make You Love Me   | Mike Reid, Allen Shamblin                | iTunes Festival London 2011 | 2011 |
| I Drink Wine               | Greg Kurstin, Adele Adkins               | 30                          | 2021 |
| I Found A Boy              | Adele Adkins                             | 21                          | 2011 |
| I Miss You                 | Paul Epworth, Adele Adkins               | 25                          | 2015 |
| If It Hadn't Been For Love | Michael Henderson, Christopher Stapleton | 21 (Limited Edition)        | 2010 |
| I'll Be Waiting            | Paul Epworth, Adele Adkins               | 21 (Limited Edition)        | 2011 |

## L
| Titel                                    | Autoren                                                                                       | Album | Jahr |
| ---------------------------------------- | --------------------------------------------------------------------------------------------- | ----- | ---- |
| Last Nite (Coverversion von The Strokes) | Julian Casablancas                                                                            | –     | 2008 |
| Lay Me Down                              | Adele Adkins, Tobias Jesso Jr.                                                                | 25    | 2015 |
| Love In The Dark                         | Adele Adkins, Samuel Dixon                                                                    | 25    | 2015 |
| Love Is A Game                           | Adele Adkins, Dean Josiah Cover                                                               | 30    | 2021 |
| Lovesong (Coverversion von The Cure)     | Robert Smith, Simon Gallup, Boris Williams, Roger O'Donnell, Laurence Tolhurst, Paul Thompson | 21    | 2011 |

## M
| Titel                                              | Autoren                          | Album                 | Jahr |
| -------------------------------------------------- | -------------------------------- | --------------------- | ---- |
| Make You Feel My Love (Coverversion von Bob Dylan) | Bob Dylan                        | 19                    | 2008 |
| Many Shades Of Black (The Raconteurs feat. Adele)  | Brendan Benson, Jack White       | 19 (Expanded Edition) | 2008 |
| Melt My Heart To Stone                             | Adele Adkins, Francis „Eg“ White | 19                    | 2008 |
| Million Years Ago                                  | Greg Kurstin, Adele Adkins       | 25                    | 2015 |
| My Little Love                                     | Greg Kurstin, Adele Adkins       | 30                    | 2021 |
| My Same                                            | Adele Adkins                     | 19                    | 2008 |

## N
| Titel        | Autoren      | Album                  | Jahr |
| ------------ | ------------ | ---------------------- | ---- |
| Now And Then | Adele Adkins | Cold Shoulder (Single) | 2008 |

## O
| Titel        | Autoren                              | Album | Jahr |
| ------------ | ------------------------------------ | ----- | ---- |
| Oh My God    | Greg Kurstin, Adele Adkins           | 30    | 2021 |
| One And Only | Greg Wells, Dan Wilson, Adele Adkins | 21    | 2011 |

## P
| Titel             | Autoren      | Album                          | Jahr |
| ----------------- | ------------ | ------------------------------ | ---- |
| Painting Pictures | Adele Adkins | Make You Feel My Love (Single) | 2008 |

## R
| Titel               | Autoren                    | Album | Jahr |
| ------------------- | -------------------------- | ----- | ---- |
| Remedy              | Ryan Tedder, Adele Adkins  | 25    | 2015 |
| Right As Rain       | Adele Adkins, Truth & Soul | 19    | 2008 |
| River Lea           | Brian Burton, Adele Adkins | 25    | 2015 |
| Rolling in the Deep | Paul Epworth, Adele Adkins | 21    | 2010 |
| Rumour Has It       | Ryan Tedder, Adele Adkins  | 21    | 2011 |

## S
| Titel                            | Autoren                             | Album            | Jahr |
| -------------------------------- | ----------------------------------- | ---------------- | ---- |
| Send My Love (To Your New Lover) | Max Martin, Adele Adkins, Shellback | 25               | 2015 |
| Set Fire to the Rain             | Adele Adkins, Fraser T. Smith       | 21               | 2011 |
| Skyfall                          | Paul Epworth, Adele Adkins          | Skyfall (Single) | 2012 |
| Someone like You                 | Dan Wilson, Adele Adkins            | 21               | 2011 |
| Strangers By Nature              | Adele Adkins, Ludwig Göransson      | 30               | 2021 |
| Sweetest Devotion                | Paul Epworth, Adele Adkins          | 25               | 2015 |

## T
| Titel                            | Autoren                          | Album                 | Jahr |
| -------------------------------- | -------------------------------- | --------------------- | ---- |
| Take It All                      | Adele Adkins, Francis White      | 21                    | 2011 |
| That's It, I Quit, I'm Moving On | Roy Alfred, Del Serino           | 19 (Expanded Edition) | 2008 |
| Tired                            | Adele Adkins, Francis „Eg“ White | 19                    | 2008 |
| To Be Loved                      | Adele Adkins, Tobias Jesso, Jr.  | 30                    | 2021 |
| Turning Tables                   | Ryan Tedder, Adele Adkins        | 21                    | 2011 |

## W
| Titel                                               | Autoren                            | Album      | Jahr |
| --------------------------------------------------- | ---------------------------------- | ---------- | ---- |
| Water And A Flame (Daniel Merriweather feat. Adele) | Francis White, Daniel Merriweather | Love & War | 2009 |
| Water Under The Bridge                              | Greg Kurstin, Adele Adkins         | 25         | 2015 |
| When We Were Young                                  | Adele Adkins, Tobias Jesso Jr.     | 25         | 2015 |
| Why Do You Love Me                                  | Rick Nowels, Adele Adkins          | 25         | 2015 |
| Woman Like Me                                       | Adele Adkins, Dean Josiah Cover    | 30         | 2021 |